# Czerwona Róża (organizacja)
Czerwona Róża – tajna organizacja kierująca pracą polskich patriotycznych kół młodzieżowych (przede wszystkim gimnazjalnych) w zaborze pruskim, działająca w latach 1899-1901 i założona w Poznaniu.
Nazwa zaczerpnięta została od znaku, jaki nosili członkowie organizacji, a dokładnie delegaci poszczególnych kół. Struktura podzielona była na trzy okręgi, mające swoje siedziby w Poznaniu, Gnieźnie i Ostrowie Wielkopolskim. Z uchwał, jakie podejmowano na forum organizacji wynika, że miała ona charakter koordynujący i wyznaczający formy działań. Działacze Czerwonej Róży poddawani byli stałej i silnej inwigilacji, m.in. przez ciała pedagogiczne szkół, stąd nieuniknione były częste wpadki i procesy sądowe członków. W 1901 organizacja uległa przekształceniu w Związek Młodzieży Polskiej „Przyszłość”.
Celem działania organizacji była walka o narodową samodzielność Polski i jej silny byt ekonomiczny. 